# Спортинг (футбольный клуб, Ковильян)
«Спо́ртинг Клу́бе да Ковилья́о» («Спортинг», «Спортинг Ковильян» — порт. Sporting Clube da Covilhã) — португальский футбольный клуб из города Ковильян, расположенного в  округе Каштелу-Бранку. Был основан в 1923 году. Домашние матчи проводит на стадионе «Комплексо Деспортиво да Ковильян», вмещающем 3 000 зрителей. В высшем дивизионе Португалии «Спортинг» провёл в общей сложности 15 сезонов, лучший результат 5-е место в сезоне 1955/56.

## Достижения
- Чемпионат Португалии: 5-е место — 1955/56
- Кубок Португалии: Финалист — 1956/57